# Pilot odrzutowców
Pilot odrzutowców (org. Jet Pilot) – amerykański film szpiegowski z elementami komedii romantycznej z 1957 roku w reż. Josefa von Sternberga.

## Opis fabuły
W szczycie zimnej wojny w amerykańskiej bazie lotniczej na Alasce ląduje w nowoczesnym samolocie wojskowym radziecki dezerter. Ku zaskoczeniu Amerykanów jest to kobieta – por. Anna Marładowna. Radziecka pilotka prosi o azyl, jednak nie jest skłonna zdradzić żadnych tajemnic wojskowych swojej służby. Do opieki nad piękną Rosjanką przydzielony zostaje jeden z najlepszych pilotów w kraju – płk Jim Shannon. Obydwoje bardzo szybko odkrywają, że pomimo iż pochodzą z "różnych światów", mają ze sobą wiele wspólnego: podobne charaktery, pasję do latania. Bardzo szybko pojawia się pomiędzy nimi poważne uczucie. Kiedy Shannon dowiaduje się od swoich przełożonych, że Anna ma zostać deportowana, nie informując ich o tym bierze z nią ślub, licząc, że władze nie wydalą małżonki amerykańskiego obywatela. Meldując o tym już po fakcie swoim zwierzchnikom, dowiaduje się od nich, że Anna prowadzi podwójną grę – przedstawiają mu oni dowody na to, że Anna jest sowiecką agentką Olgą Orlew, a cała jej ucieczka została sfingowana przez radziecki wywiad. Jim szczerze jednak kocha Annę i chce ją ratować. Po rozmowie z nią przekonuje się, że jej uczucie do niego jest jak najbardziej szczere. Składa więc swojemu dowództwu propozycję ucieczki wraz z Anną do ZSRR celem poznania tajemnic lotnictwa radzieckiego. Jego plan jest odwróceniem planu działania Anny w Ameryce. Shannon ma się przedstawić jako uciekinier z USA, który z miłości do żony i celem ratowania jej przed więzieniem decyduje się na ucieczkę. Po okresie wystarczającym dla uzyskania potrzebnych informacji, ma na propozycję Amerykanów zostać wraz z Anną wymieniony na kilku szpiegów radzieckich schwytanych w USA. Wszystko przebiega zgodnie z planem – zachwyceni jednym z najlepszych amerykańskich pilotów, który wpadł im w ręce, Sowieci zaczynają wykorzystywać Jima jako swojego konsultanta. Jednak bystra Anna wkrótce odkrywa grę Shannona. Nie jest jednak w stanie go wydać. Niedługo potem dowiaduje się od swojego nowego przełożonego – płk. Matowa, że jej ukochany po ostatnim locie doświadczalnym ma zostać odesłany do USA na drodze wymiany szpiegów. Sama Olga otrzymuje awans i nowe zadanie. Matow jest jednak starym znajomym Olgi i zdradza jej, że wywiad rosyjski tuż przed odesłaniem Shannona do USA planuje podać mu w posiłku dawkę silnych psychotropów, które zniszczą jego pamięć, tak aby nie był w stanie przekazać Amerykanom nic, co zobaczył i dowiedział się w czasie pobytu w ZSRR. Środki te mają jednak zniszczyć umysł Jima do tego stopnia, że przekształcą go w "kompletnego idiotę, nie wiedzącego nawet kim jest" (według słów Matowa). Anna nie może na to pozwolić i szybko podejmuje decyzję. Startuje za Shannonem, likwiduje ogniem swojego myśliwca asystę Jima i wraz z nim ląduje na niewielkim, radzieckim lotnisku wojskowym niedaleko Alaski. Jej ukochany szybko przesiada się do jej myśliwca i obydwoje docierają szczęśliwie do Ameryki.

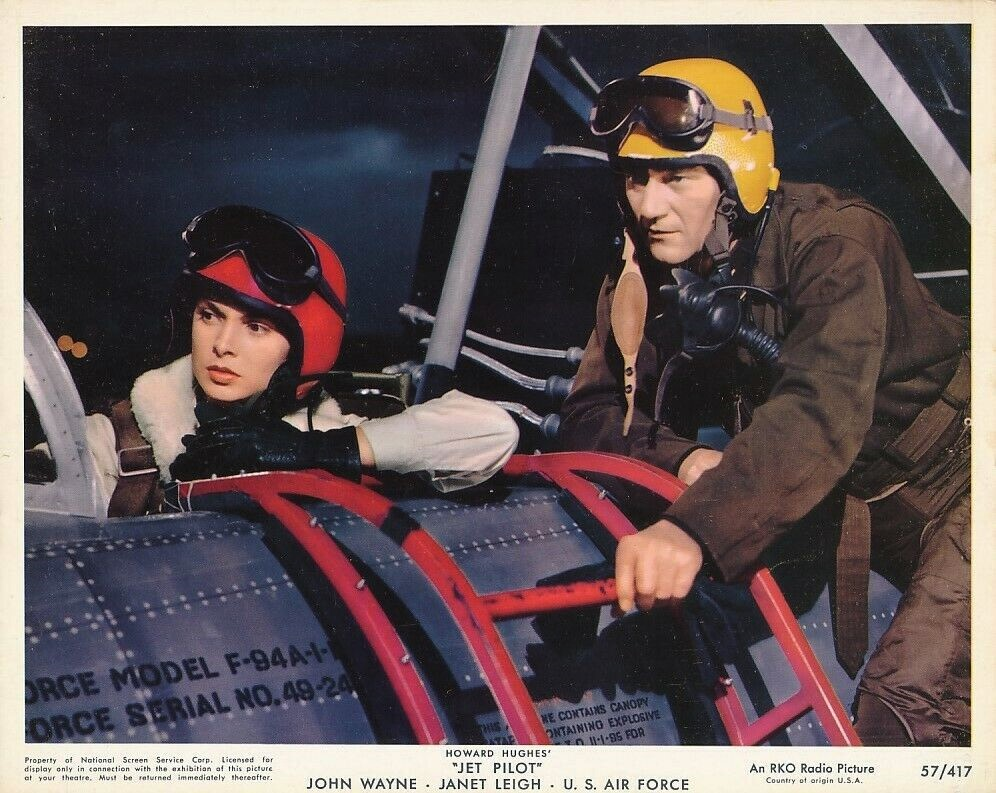
Zdjęcie z planu filmowego. Odtwórcy głównych ról – Janet Leigh (Anna) i John Wayne (Jim)

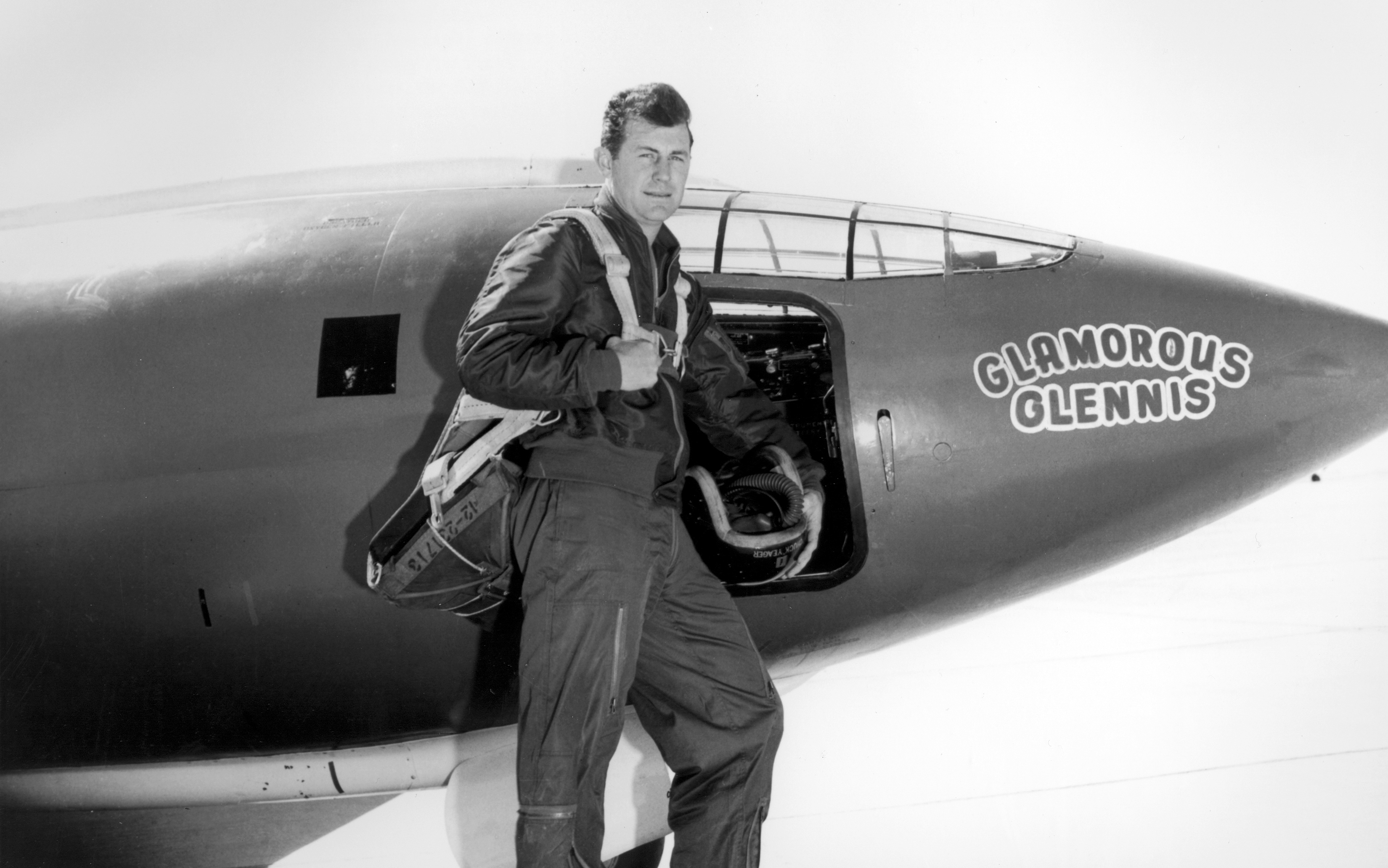
Chuck Yeager obok Bella X-1. Pilotując ten samolot w filmie dublował Johna Wayne'a. Był to ostatni lot tej maszyny.

## Obsada aktorska
- John Wayne – płk Jim Shannon
- Janet Leigh – por. Anna Marładowna/kpt. Olga Orlew
- Jay C. Flippen – gen. Black
- Paul Fix – mjr Rexford
- Richard Rober – agent FBI George Rivers
- Roland Winters – płk Sokołow
- Hans Conried – płk Matow
- Ivan Triesault – gen. Langrad
- Paul Frees – por. Tiompkin

i inni.

## O filmie

### Produkcja
Właściwym producentem filmu był Howard Hughes – ekscentryczny miliarder, mający na swoim koncie kilka udanych produkcji filmowych (Aniołowie piekieł, Człowiek z blizną czy Wyjęty spod prawa). Pragnął on stworzyć film na miarę swojego najlepszego działa – Aniołów piekieł z 1930, przeniesionego do "epoki odrzutowców". Ciągłe przeróbki będące wynikiem niezadowolenia Hughesa ze swojej produkcji, spowodowały jednak ponad dwukrotny wzrost kosztów (z pierwotnych 4 mln do blisko 9 mln) oraz przesuniecie premiery o kilka lat.
Zdjęcia do filmu miały miejsce w bazach lotniczych: Edwards Air Force Base, Hamilton Army Airfield, March Air Reserve Base i George Air Force Base w Kalifornii; Lowry Air Force Base w Kolorado; Kelly Field w Teksasie oraz Eglin Air Force Base i Naval Air Station Pensacola na Florydzie. Odbywały się one przy pełnym zaangażowaniu i współpracy Sił Powietrznych Stanów Zjednoczonych, które zostały wymienione w obsadzie filmu w rolach głównych. Zdjęcia scen w powietrzu kręcono z pokładu B-45 Tornado – pierwszego, amerykańskiego, czterosilnikowego, lekkiego bombowca taktycznego. Na planie filmowym w maju 1950 pojawił się Chuck Yeager – pierwszy pilot w historii, który przekroczył barierę dźwięku. O mało nie stracił życia, gdy F-86, którego pilotował uległ awarii i rozbiciu. Pilotował X-1 – eksperymentalny samolot rakietowy, na którym dokonał swego słynnego wyczynu, również użytego w filmie (był to ostatni lot tej maszyny).

### Odbiór i krytyka
Film otrzymał kiepskie recenzje krytyków. Wskazywano na słaby scenariusz (podkreślając jego banalność i naiwność), niski poziom gry aktorskiej (łącznie z samym Wayne’em, który po latach wyznał, że na udział w filmie zgodził się wyłącznie ze względów politycznych, chcąc w epoce Makkartyzmu w Hollywood jednoznacznie zadeklarować się, że stoi po stronie antysowieckiej Ameryki oraz że bardzo szybko zorientował się, iż bierze udział w jednym z najgorszych swoich filmów), a także ogólną jego nieaktualność. Powodem ostatniego zarzutu było ciągłe niezadowolenie Hughesa – głównego producenta filmu – który nieustanie przeciągał prace montażowe i przekładał premierę, będąc wciąż nieusatysfakcjonowanym swoim dziełem. W rezultacie film do którego zdjęcia rozpoczęto w roku 1949, kiedy zimna wojna trwała w najlepsze, miał swoją premierę w roku 1957, kiedy stan jej eskalacji minął, a groźba bezpośredniego konfliktu pomiędzy dwoma mocarstwami wyraźnie zmalała. Montaż filmu ze sprawą Hughesa trwał jeszcze po oficjalnej premierze filmu, do października 1957 roku. W ogólnej opinii recenzentów filmowi daleko było do bezsprzecznie najlepszego dzieła Hughesa – Aniołów piekieł z 1930, którego odzwierciedleniem w "erze odrzutowej" w zamierzeniach jego twórcy miał być film. Niektórzy z nich dosadnie wręcz określali film jako "tępą propagandę" ("blunt propaganda"), zwłaszcza w ukazaniu sowietów. The New York Times nazwał film "głupawym" ("silly"), a Los Angeles Times opisał go jako "prawdziwą fantazję dla nieletnich".
Nawet dla fanów lotnictwa obraz był rozczarowaniem ze względu na poważną redukcję scen lotniczych. Pokazane w nim samoloty (pierwsze amerykańskie odrzutowce, zaprojektowane w II połowie lat 40.), ze względu na szybki rozwój lotnictwa odrzutowego w tym okresie, mogły stanowić jedynie ciekawostkę historyczną, w żadnym wypadku nie przedstawienie najnowocześniejszej techniki lotniczej Stanów Zjednoczonych, jak to planowali jego autorzy. Co bardziej życzliwi (Andrew Sarris) przedstawiali film jako zabawną komedię, pełną humoru i zmysłowości, redukującą "zimna wojnę" do formatu zabawnej, animowanej kreskówki. Reklamowany jako "Największe widowisko ery odrzutowej", film okazał się być finansową klapą. Bardzo szybko został zdjęty z ekranów kin i uległ zapomnieniu. Był podobno ulubionym filmem Hughesa i dziś dla historyków kina pozostaje głównie przykładem powszechnie znanej ekscentryczności jego producenta.
Obecnie (2020), ponad 60 lat po premierze, w rankingu popularnego filmowego serwisu internetowego Rotten Tomatoes obraz posiada poślednią, 60-procentową, pozytywną ocenę "czerwonych pomidorów". Allmovie i IMDb punktują go równie przeciętnie. Były amerykański pilot i historyk lotnictwa – Walter J. Boyne – umieścił go w pierwszej trójce pośród dziesięciu najgorszych filmów w historii poświęconych tematyce lotniczej.

### Samoloty użyte w filmie
W filmie można zobaczyć kilka legendarnych już amerykańskich samolotów bojowych lat 40. i 50. XX wieku i to zarówno tych z napędem tłokowym jak i odrzutowym. W pewnym stopniu ilustrują one przejście z ery samolotów śmigłowych do czasów odrzutowców. I tak: podstawowe, amerykańskie odrzutowce myśliwskie na których latają główni bohaterowie (Jim i Anna) to F-86 Sabre oraz F-94 Starfires; Bell X-1 i jego "macierzysty" B-50 to w filmie radzieckie samoloty eksperymentalne; w filmie można również zobaczyć absolutnego kolosa okresu "zimnej wojny" B-36 Peacemaker oraz Lockheeda T-33 i F-89 Scorpion użytych w roli radzieckich odrzutowców.

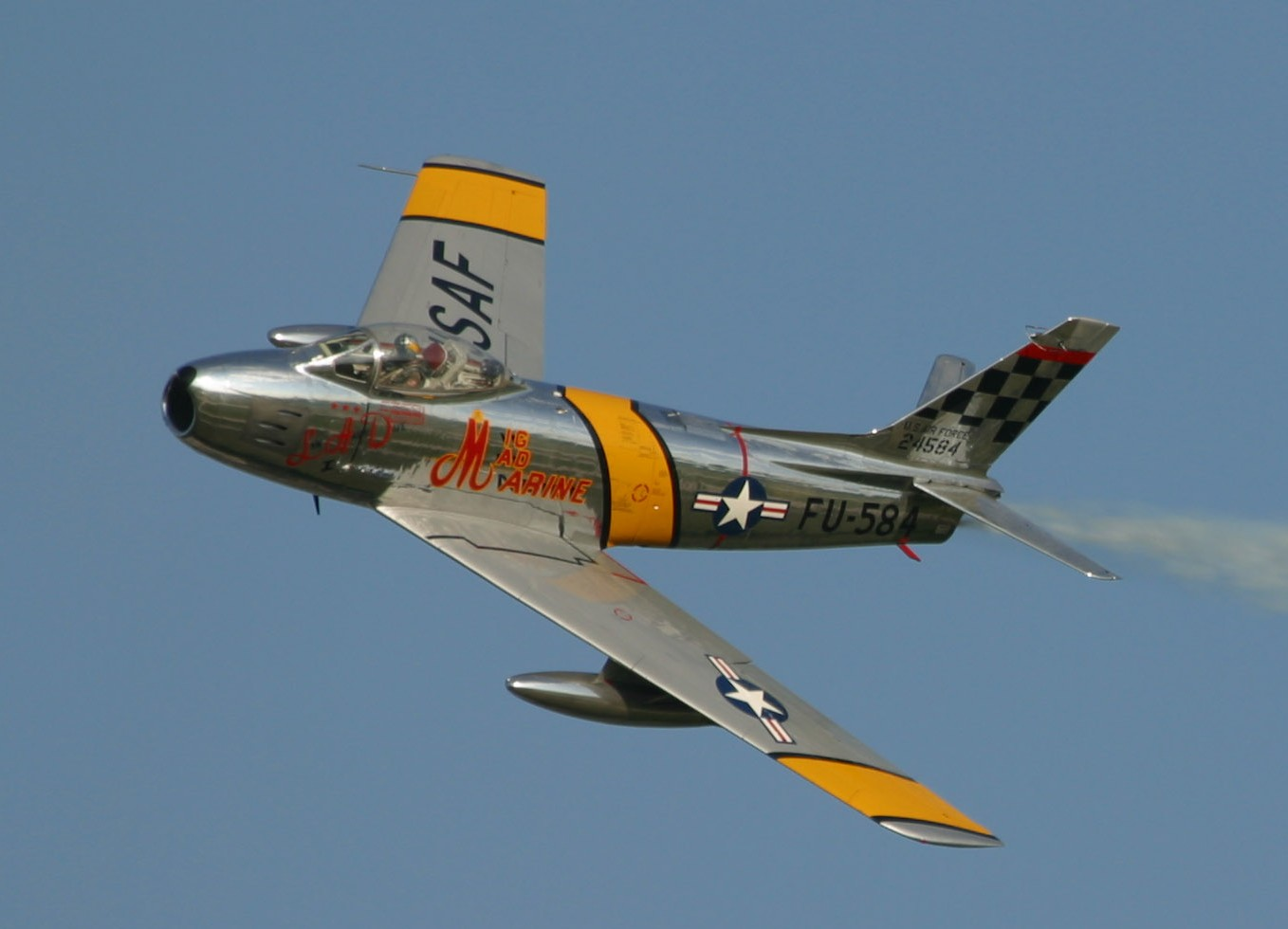
F-86 Sabre – typ wczesnego amerykańskiego myśliwca odrzutowego na jakim w filmie latali Jim i Anna
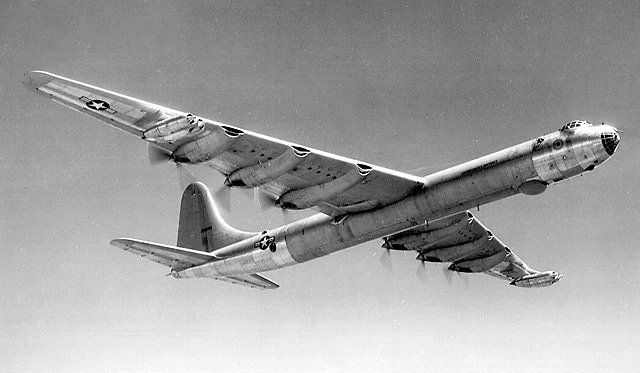
B-36 Peacemaker – amerykański bombowiec pokazany w scenach ćwiczebnych Jima i Anny po jej przylocie do USA
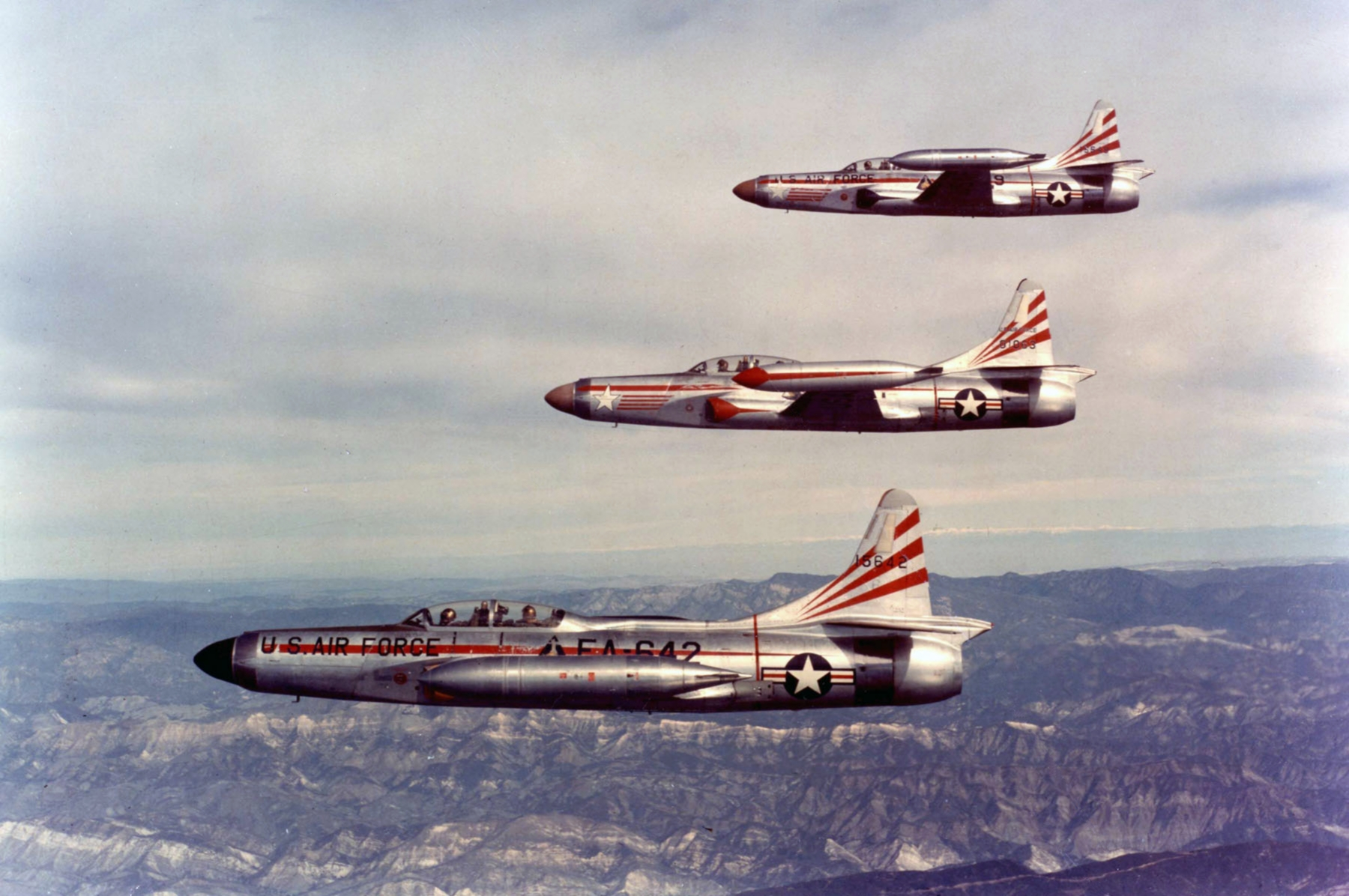
F-94 Starfires – maszyn tego typu użyto w scenach przechwytywania B-36 przez Jima i Annę
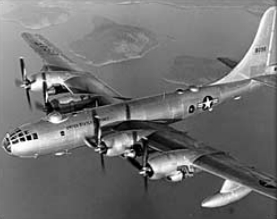
B-50 – jeden z jego egzemplarzy został użyty w filmie jako radziecki samolot-matka w scenach radzieckich testów lotniczych z udziałem Jima i Anny
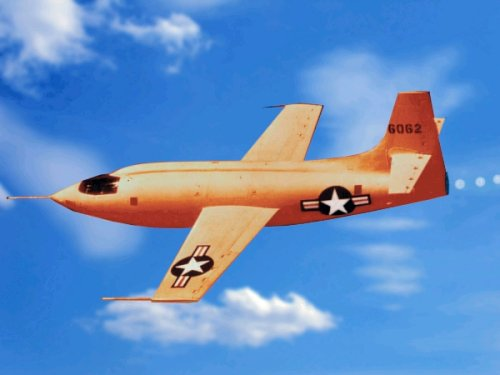
Bell X-1 – oryginalny egzemplarz użyty w filmie jako eksperymentalny samolot radziecki podwieszany pod radzieckim samolotem-matką
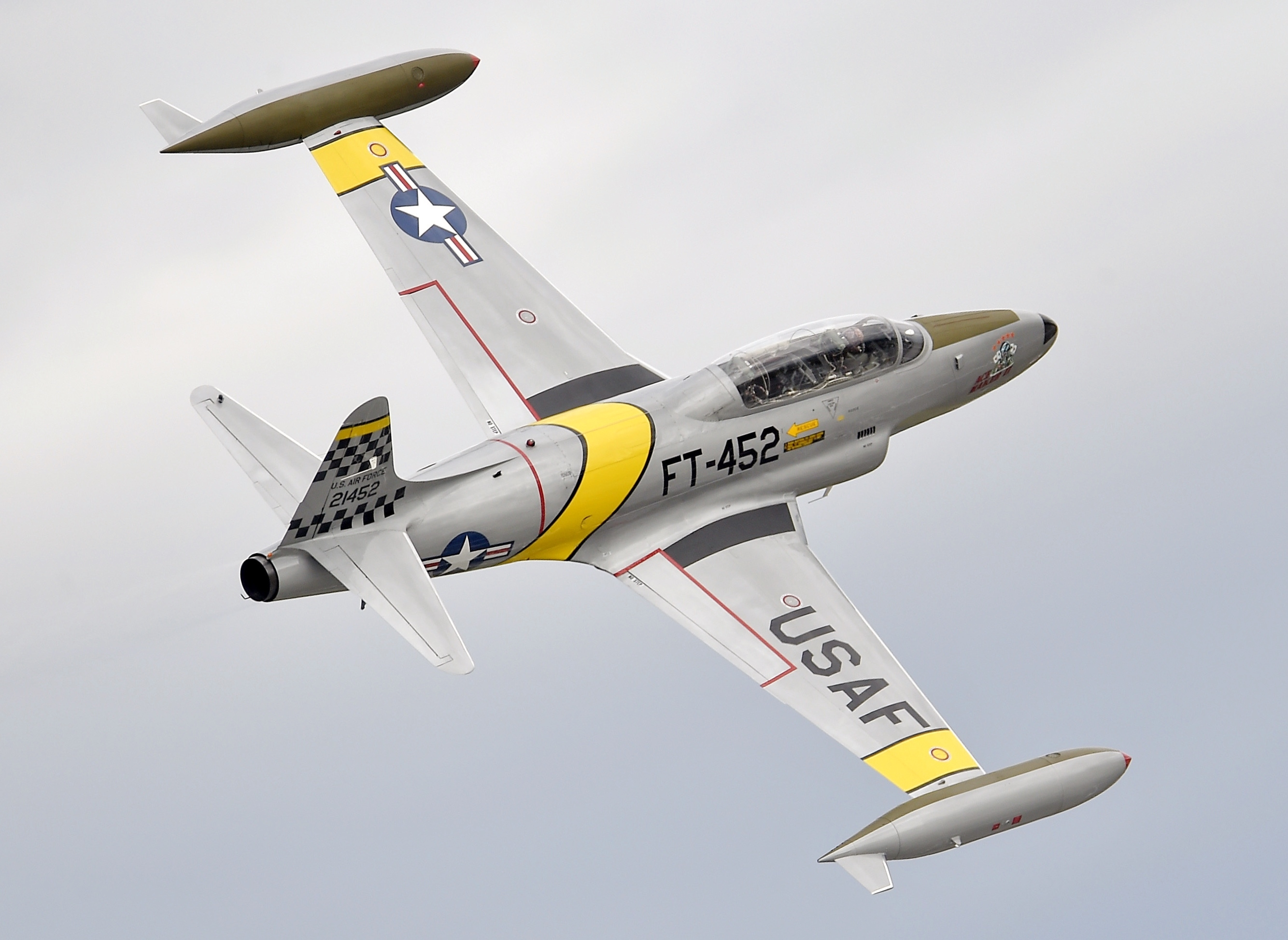
Lockheed T-33 – jeden z tych samolotów, w filmie pomalowany na czarno, użyto jako nowoczesny radziecki myśliwiec na którym Anna uciekła do USA
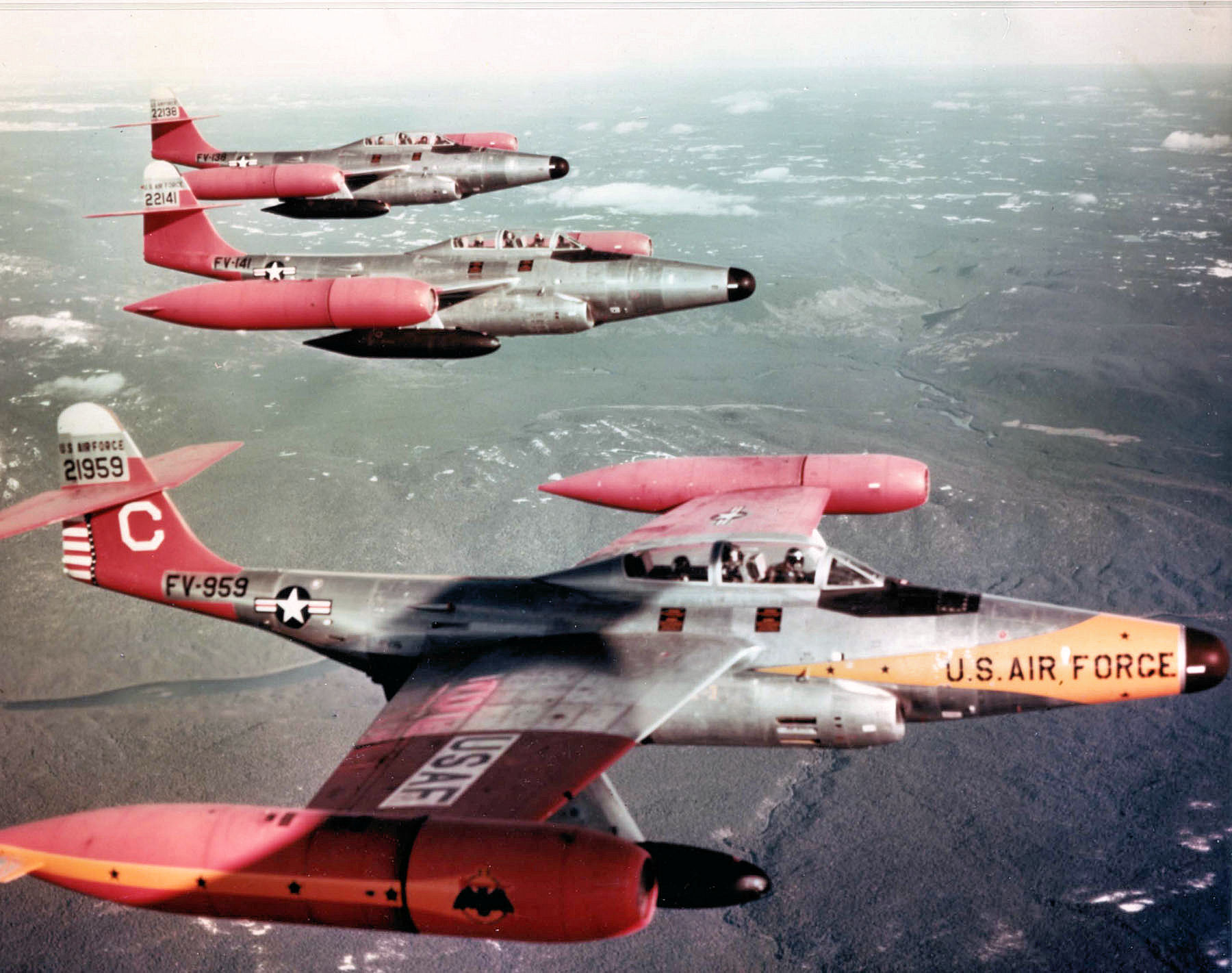
F-89 Scorpion – kilka jego egzemplarzy pojawia się w ostatnich scenach filmu jako radzieckie myśliwce przechwytujące, m.in. w radzieckiej bazie lotniczej tuż przed ostatnim lotem doświadczalnym Jima; jest to również maszyna na której Anna wraz z Jimem ucieka do USA
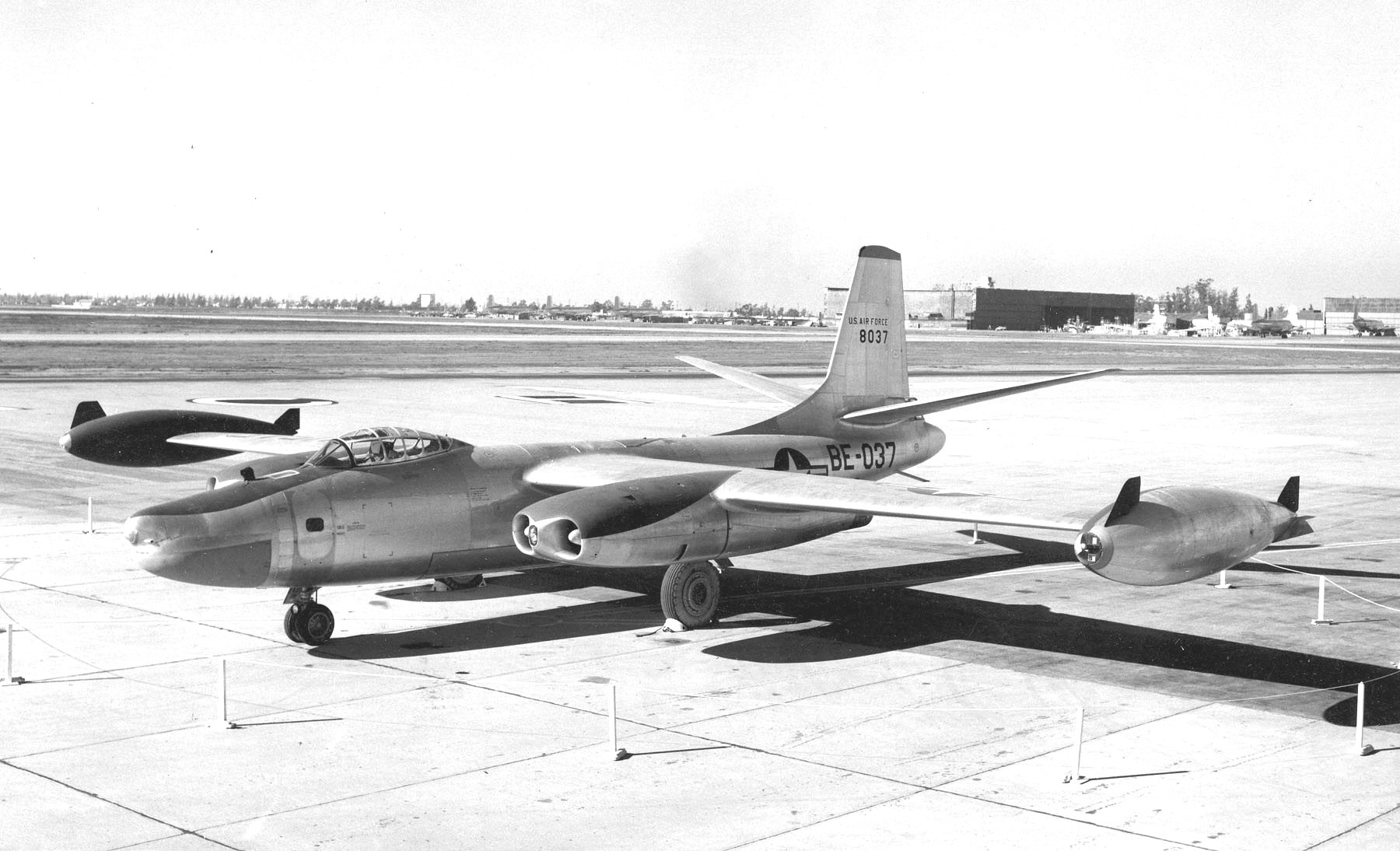
B-45 Tornado – z jednej z tych maszyn kręcono sceny w powietrzu